# André De Shields
André Robin De Shields (Baltimora, 12 gennaio 1946) è un attore, cantante e ballerino statunitense, vincitore di un Premio Emmy, di un Premio Grammy e di un Tony Award.

## Biografia
Dopo aver studiato all'Università del Wisconsin-Madison e alla New York University ha fatto il suo debutto professionale nel musical Hair in scena a Chicago nel 1969. Debuttò a Broadway nel 1973 nel musical  Rachael Lily Rosenbloom (And Don't You Ever Forget It), a cui seguì The Wiz nel 1975. Nel 1978 fu candidato al Drama Desk Award per la sua interpretazione in Ain't Misbehavin', mentre nel 1984 scrisse, diresse ed interpretò lo show di Broadway André De Shields’ Haarlem Nocturne.
Quattro anni dopo recitò nuovamente a Broadway in un revival di Ain't Misbehavin e dopo un'assenza di nove anni tornò a Broadway in Play On! e per la sua interpretazione fu candidato al Tony Award e al Drama Desk Award. Nel 2000 recita nell'adattamento teatrale del film The Full Monty, per cui è nuovamente candidato al Tony Award e al Drama Desk Award. Nel 2018 debutta a Londra con Hadestown, musical con cui torna a Broadway l'anno successivo; per la sua interpretazione nel ruolo del dio Ermes ha vinto il Drama Desk Award, l'Outer Critics Circle Award e il Tony Award al miglior attore non protagonista in un musical. De Shields ha recitato anche in televisione e ha vinto l'Emmy Award alla miglior performance individuale in un programma di varietà o musicale nel 1982 per la sua interpretazione nell'adattamento televisivo di Ain't Misbehavin'.

### Vita privata
André De Shields è dichiaratamente gay ed è stato impegnato in una relazione con il drammaturgo Chico Kasinoir per diciassette anni dal 1975 al 1992, quando Kasinor morì di AIDS. Lo stesso De Shields è sieropositivo all'HIV dal 1990.

## Filmografia

### Cinema
- Prison, regia di Renny Harlin (1987)
- Extreme Measures - Soluzioni estreme (Extreme Measures), regia di Michael Apted (1996)
- The Good Heart - Carissimi nemici (The Good Heart), regia di Dagur Kári (2009)
- Tick, Tick... Boom!, regia di Lin-Manuel Miranda (2021)

### Televisione
- Great Performances - serie TV, 1 episodio (1983)
- Destini - serie TV, 2 episodi (1995-1996)
- Law & Order - I due volti della giustizia - serie TV, 2 episodi (1996-2006)
- Cosby - serie TV, 1 episodio (1997)
- Sex and the City - serie TV, episodio 4x15 (2002)
- Lipstick Jungle - serie TV, 1 episodio (2008)
- Life on Mars - serie TV, 1 episodio (2008)
- Rescue Me - serie TV, 1 episodio (2010)
- Law & Order - Unità vittime speciali - serie TV, 1 episodio (2014)
- Uncoupled - serie TV, episodi 1x02-1x05-1x06 (2022)
- Blue Bloods - serie TV, episodio 12x16 (2022)
- And Just Like That... – serie TV, episodio 2x11 (2023)
- Elsbeth - serie TV, episodio 1x10 (2024)

## Teatro (parziale)
- Hair di James Rado, Gerome Ragni e Galt MacDermot. Oriental Theatre di Chicago (1969)
- The Wiz di Charlie Smalls e William F. Brown. Majestic Theatre di Broadway (1975)
- Ain't Misbehavin' di Fats Waller, Richard Maltby Jr. e Murray Horwitz. Longacre Theatre di Broadway (1978), His Majesty's Theatre di Londra (1979) e Ambassador Theatre di Broadway (1988)
- The Full Monty di Terrence McNally e David Yazbek. Eugene O'Neill Theatre di Broadway (2000), Prince of Wales Theatre di Londra (2002)
- Hadestown di Anaïs Mitchell. National Theatre di Londra (2018), Walter Kerr Theatre di Broadway (2019), Lyric Theatre di Londra (2025)
- Morte di un commesso viaggiatore di Arthur Miller. Hudson Theatre di Broadway (2022)
- Cats di T. S. Eliot e Andrew Lloyd Webber. Perelman Performing Arts Center dell'Off-Broadway (2024)

## Doppiatori italiani
Nelle versioni in italiano delle opere in cui ha recitato, André De Shields è stato doppiato da:
- Alessandro Ballico in Law & Order - I due volti della giustizia (ep. 16x16)
- Gerolamo Alchieri in Uncoupled
- Stefano Oppedisano in Blue Bloods